# Omphal

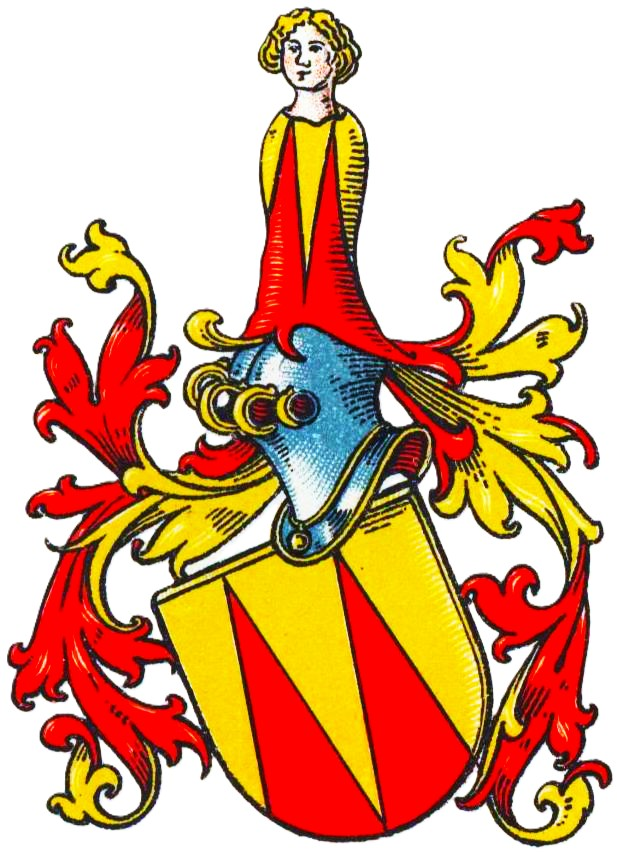
Wappen derer von Omphal im Wappenbuch des Westfälischen Adels

Niederländisches Wappen derer von Omphal mit Baronskrone

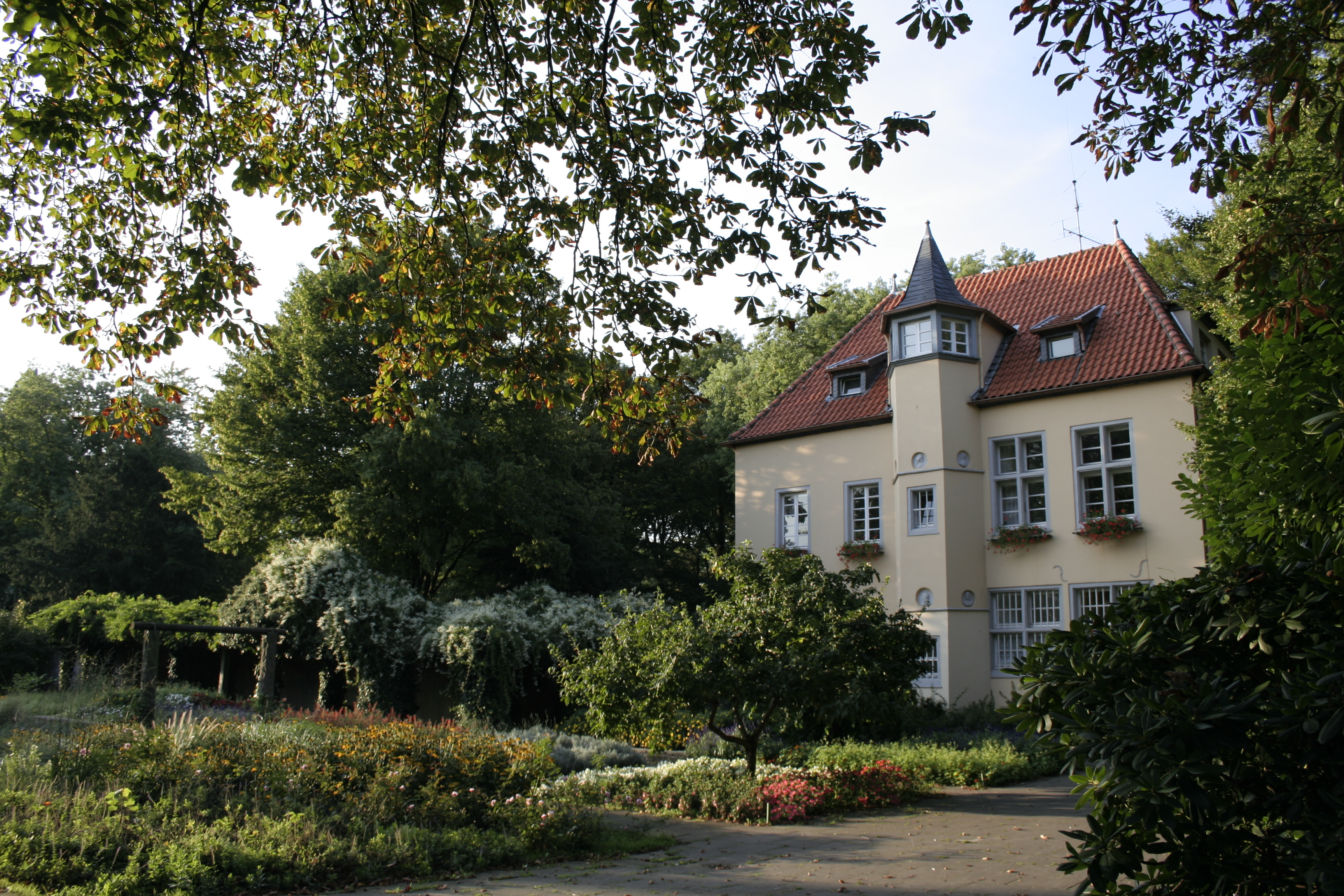
Doktorsburg, Leverkusen, 2006

Omphal (lat.: Omphalius) ist der Name eines erloschenen niederrheinisch-westfälisch-niederländischen Patrizier- und Briefadelsgeschlechts.

## Geschichte
Das Geschlecht gehörte zum Patriziat im kurkölnischen Andernach. Bernd Omphal war mit Hermine von Büren verheiratet. Ihr Sohn Jakob Omphal (1500–1567) besuchte die Andernacher Lateinschule, studierte an den Universitäten in Köln und Utrecht Jurisprudenz und setzte seine Studien wahrscheinlich in Löwen fort. 1529 und 1530 promovierte er an der Universität Sorbonne in Paris zum Magister des Jurisprudenz. Nach sieben Jahren in Frankreich trat Jakob Omphal 1537 eine Assessorenstelle am Reichskammergericht in Speyer an und heiratete 1539 Elisabeth von Bellinghausen, mit der er sechs überlebende Kinder hatte. Jakob Omphal vertrat Kurköln auf dem Reichstag 1544 und wurde 1545 kurkölnischer Kanzler. 1551 trat Jakob in die Dienste des Herzogs Wilhelm V. von Jülich-Kleve-Berg. Als dessen Rat nahm er an den Reichs- und Deputationstagen 1556 und 1557/58 teil. Er war ab 1559 Syndikus für den Reichskreis Niederrhein-Westfalen. Im selben Jahr, am 15. Mai 1559, wurde er vom Kaiser in den Adelsstand erhoben. 1562 zog sich Jakob Omphal auf das von ihm 1540 erworbene Haus Büchel in Wiesdorf, heute nach ihm Doktorsburg genannt, zurück, wo er 1567 verstarb.
Neben Haus Büchel in Wiesdorf besaß die Familie Güter in Erlenhagen (urkundlich 1650), Gummersbach (1668), Lützinghausen (1752), Overbach (Uckerath) (1637–1676), Steinenbrück (1750) und Steinkuhlen (Mühlheim) (1671–1687).
Während Ernst Heinrich Kneschke 1865 berichtet, dass der Familienstamm erloschen sei, bestand die Familie laut Max von Spießen noch Anfang des 20. Jahrhunderts in Holland. Tatsächlich wurde Generalleutnant Antonie Frederik Jan Floris Jacob van Omphal (1788–1863) durch königlichen Erlass vom 13. November 1834 mit dem Titel eines Barons in den niederländischen Adel aufgenommen. Er blieb jedoch unverheiratet und kinderlos, sodass die Familie mit ihm im Jahr 1863 ausstarb.

## Persönlichkeiten
- Jakob Omphal (1500–1567), Jurist und kurkölnischer Kanzler
- Antonie Frederik Jan Floris Jacob van Omphal (1788–1863), niederländischer Generalleutnant

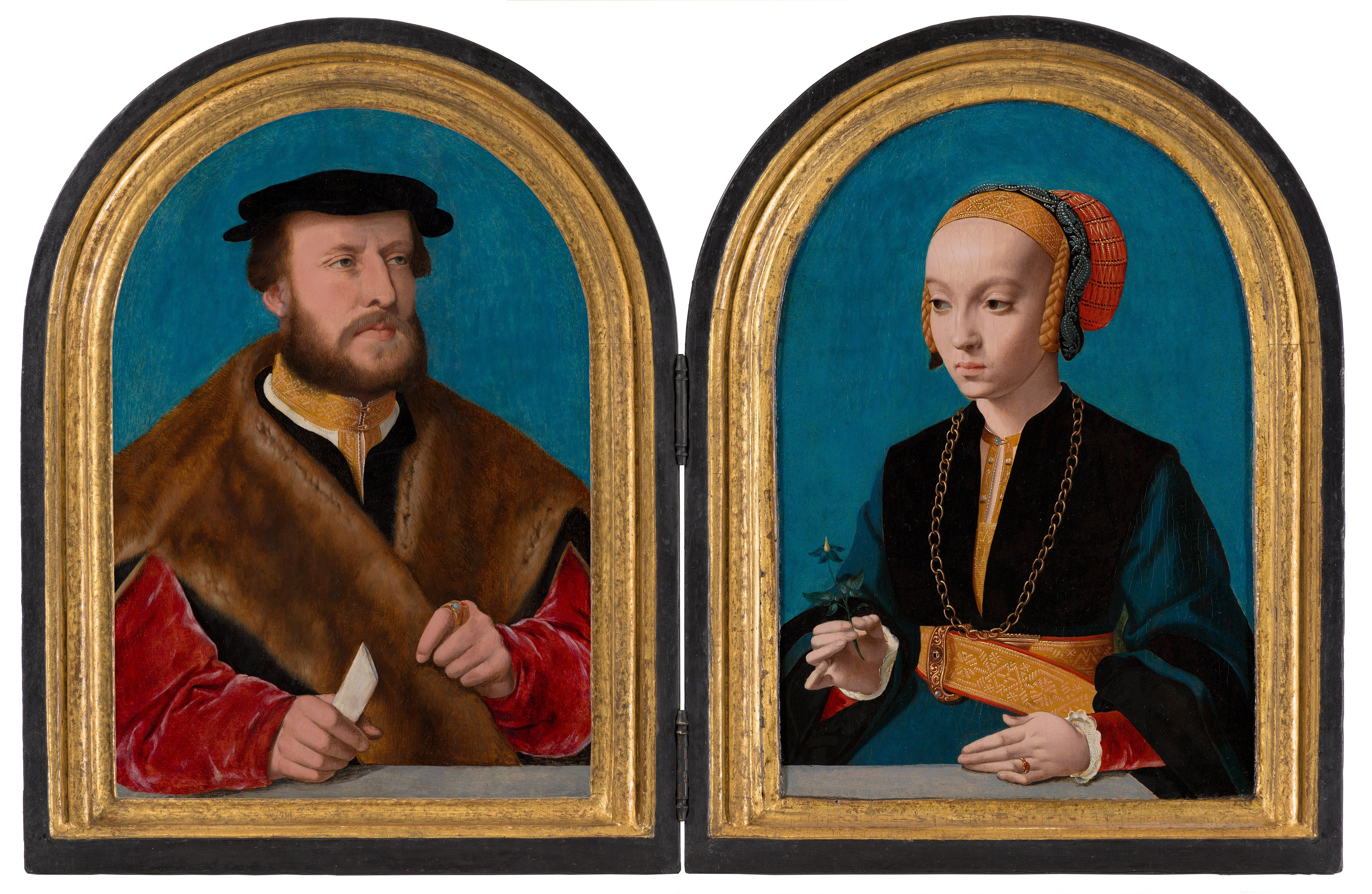
Jakob Omphal (1500–1567) und Elisabeth von Bellinghausen, 1538/39 (Gemälde von Bartholomäus Bruyn dem Älteren)
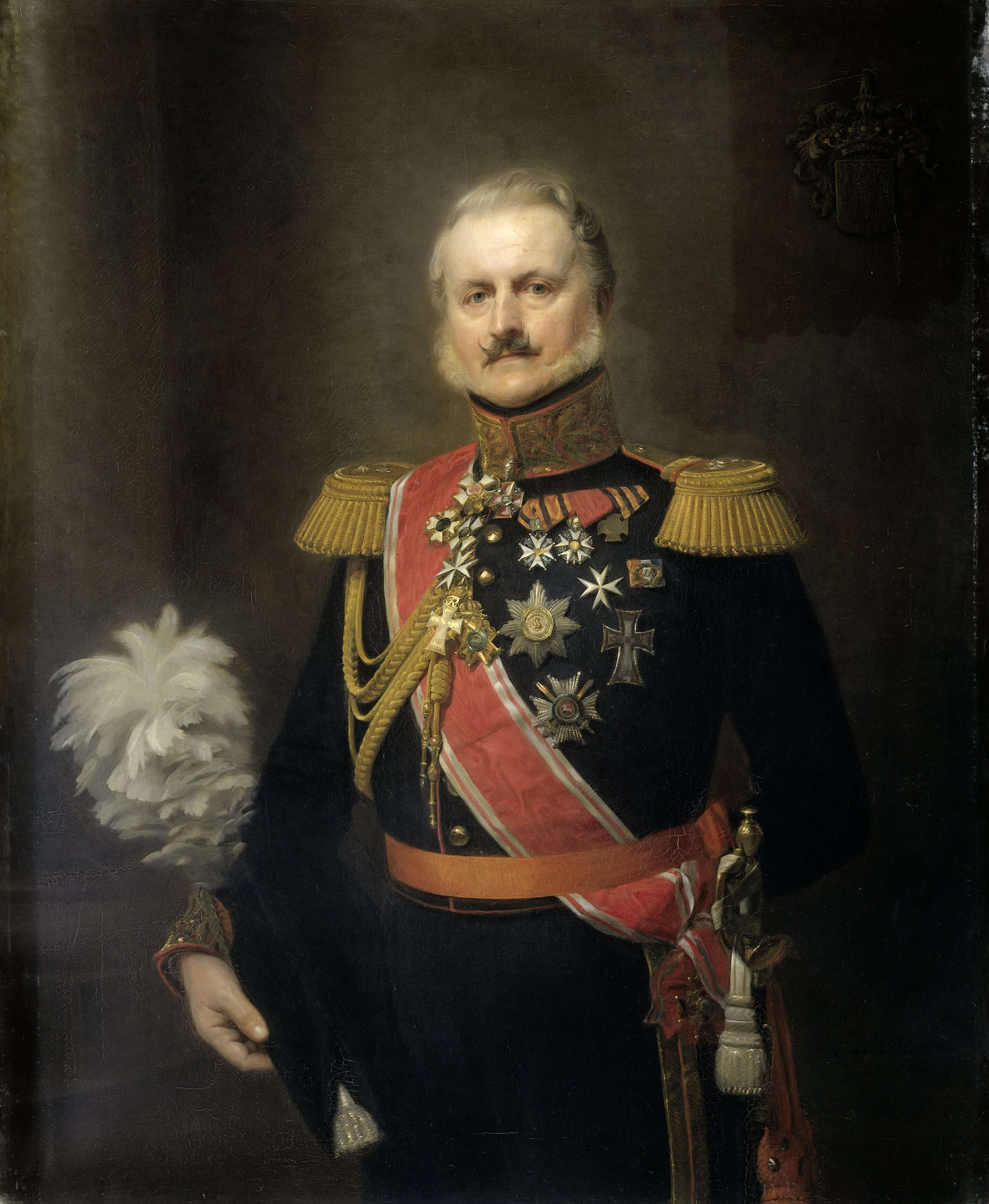
Antonie Frederik Jan Floris Jacob van Omphal (1788–1863)

## Wappen
Blasonierung: In Gold zwei von unten aufsteigende Spitzen nebeneinander. Auf dem Helm mit rot-goldenen Helmdecken eine Puppe, deren Kleid wie der Schild tingiert ist.